# Battaglia di Akhaltsikhe

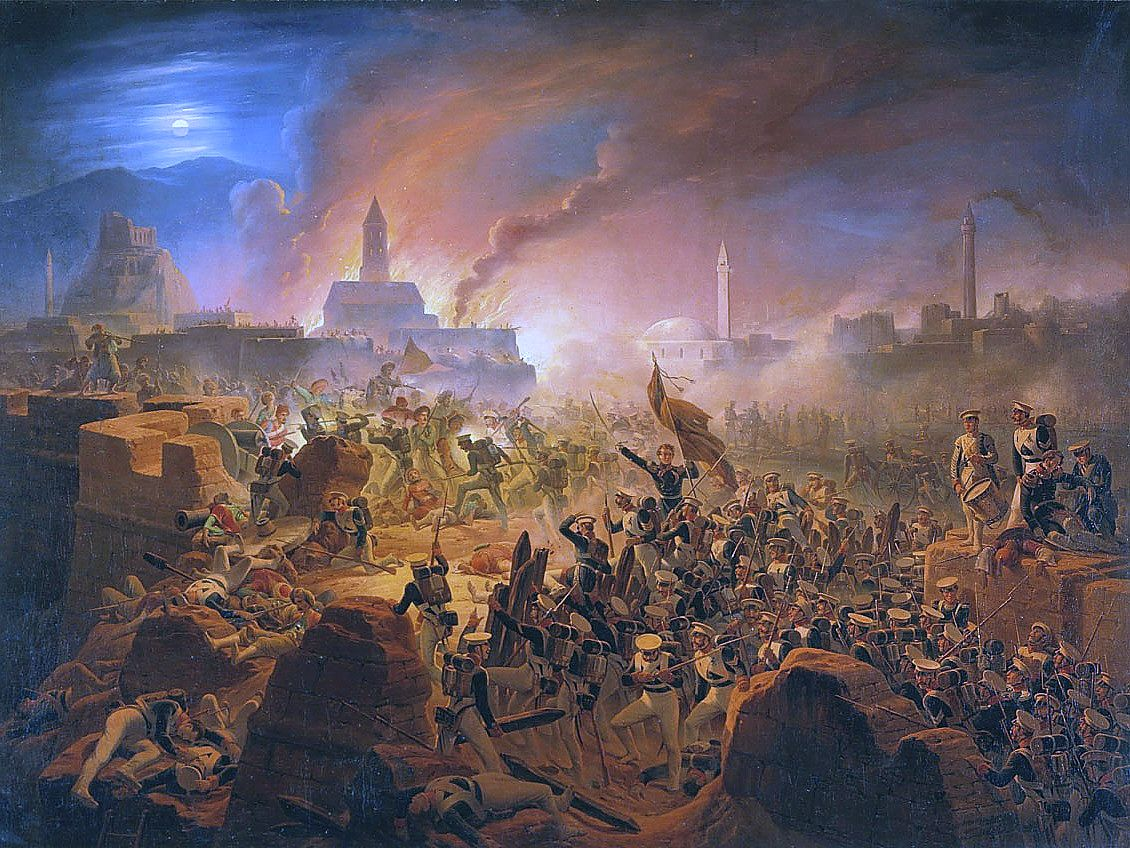
La battaglia di Akhaltsikhe del 1828, di January Suchodolski

Per battaglia di Akhaltsikhe (in russo Ахалцихское сражение?, Achalcichskoe sraženie) ci si può riferire a tre episodi delle guerre russo-turche nel XIX secolo.

## Battaglia del 1828
Il 9 agosto 1828, durante la guerra russo-turca del 1828-1829, la fortezza ottomana di Akhaltsikhe nell'odierna Georgia venne assediata dall'esercito russo guidate dal generale Ivan Paskevič.
Il 16 agosto truppe ottomana di Kios-Mahomet-Pacha cercarono di rompere l'assedio ma dopo un violento combattimento la città venne espugnata dai russi.

## Assedio del 1829
A seguito dell'occupazione di Akhalzic da parte dell'esercito russo la fortezza passò sotto il comando del generale  Nikolaj Murav'ëv. Gli ottomani tentarono di riconquistare la città e il 20 febbraio 1829 Ahmet-Bek la cinse d'assedio. L'assedio durò fino al 4 marzo, quando le forze ottomane furono costrette a ritirarsi.
Con il trattato di Adrianopoli del 14 settembre 1829 la fortezza passa all'Impero russo.

## Assedio del 1853
Durante la guerra di Crimea, l'Impero ottomano tentò per la seconda volta di riconquistare la città di Akhalzic e il 12 novembre 1853 il generale Ali-Pasha, al comando di 18.000 uomini, la cinge d'assedio.
Nonostante l'inferiorità numerica, il generale Ivan Andronikov riuscì a sconfiggere ancora una volta i turchi.